# Качолота рудочуба

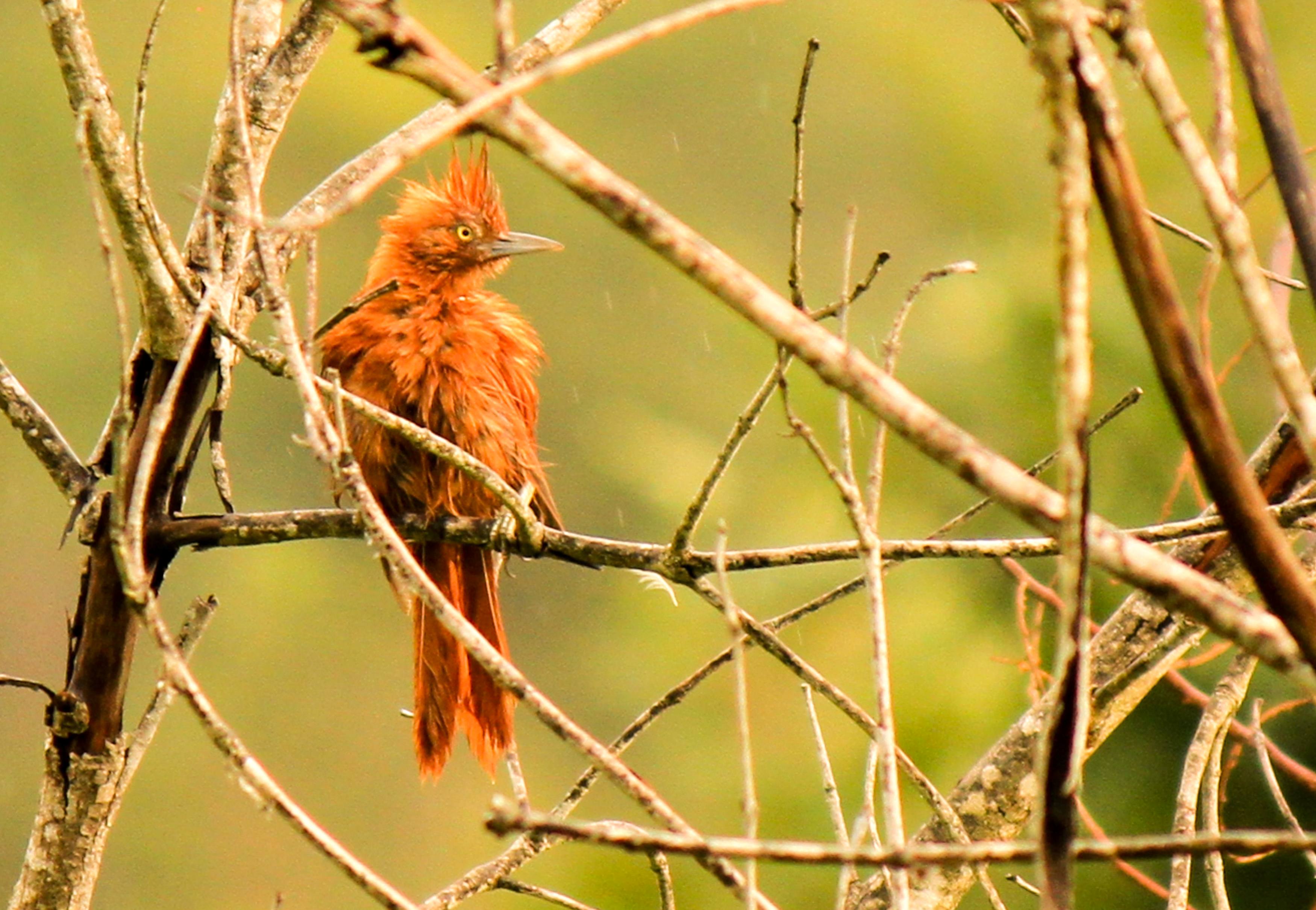
Рудочуба качолота

Качоло́та рудочуба (Pseudoseisura cristata) — вид горобцеподібних птахів родини горнерових (Furnariidae). Ендемік Бразилії. Раніше вважалася конспецифічною з сірочубою качолотою.

## Поширення і екологія
Рудочубі качалоти поширені на сході Бразилії, від східного Мараньяну на схід до Ріу-Гранді-ду-Норті і на південь до центрального Мінас-Жерайсу і південної Баїї. Вони живуть в сухих тропічних лісах і чагарникових заростях каатинги та на пасовищах. Зустрічаються на висоті від 50 до 500 м над рівнем моря.